# Светлополянское городское поселение
Светлополя́нское городско́е поселе́ние — упразднённое муниципальное образование (городское поселение) в составе Верхнекамского района Кировской области. Административный центр — пгт Светлополянск.

## История
Светлополянское городское поселение образовано 1 января 2006 года согласно Закону Кировской области от 07.12.2004 № 284-ЗО.
К 2021 году упразднено в связи с преобразованием муниципального района в муниципальный округ.

## Население
| 2009  | 2010  | 2011  | 2012  | 2013  | 2014  | 2015  |
| ----- | ----- | ----- | ----- | ----- | ----- | ----- |
| 2949  | ↘2923 | ↘2920 | ↘2878 | ↘2809 | ↘2784 | ↘2772 |
| 2016  | 2017  | 2018  | 2019  | 2020  | 2021  |       |
| ↘2768 | ↘2755 | ↘2685 | ↘2643 | ↗2644 | ↘2323 |       |

## Состав
В состав городского поселения входят 2 населённых пункта (население, 2010):
- посёлок городского типа Светлополянск — 2923 чел.;
- посёлок Фосфоритная — 0 чел.